# Агара (Грузия)
Агара (груз. აგარა) — посёлок городского типа (даба) в Карельском муниципалитете края Шида-Картли, Грузия. В посёлке расположена одноимённая железнодорожная станция (на линии Хашури — Гори).
Статус посёлка городского типа с 1934 года.
В советское время в Агаре действовал ряд заводов: ремонтно-механический, консервный, шампанских вин, фруктовых соков и плодово-ягодных вин, а также сахарный комбинат.

## Население
| 1959 | 1970 | 1979 | 1989 | 2002 | 2014 |
| ---- | ---- | ---- | ---- | ---- | ---- |
| 2944 | 3980 | 3418 | 4499 | 3500 | 3364 |